# Museum of Primitive Art

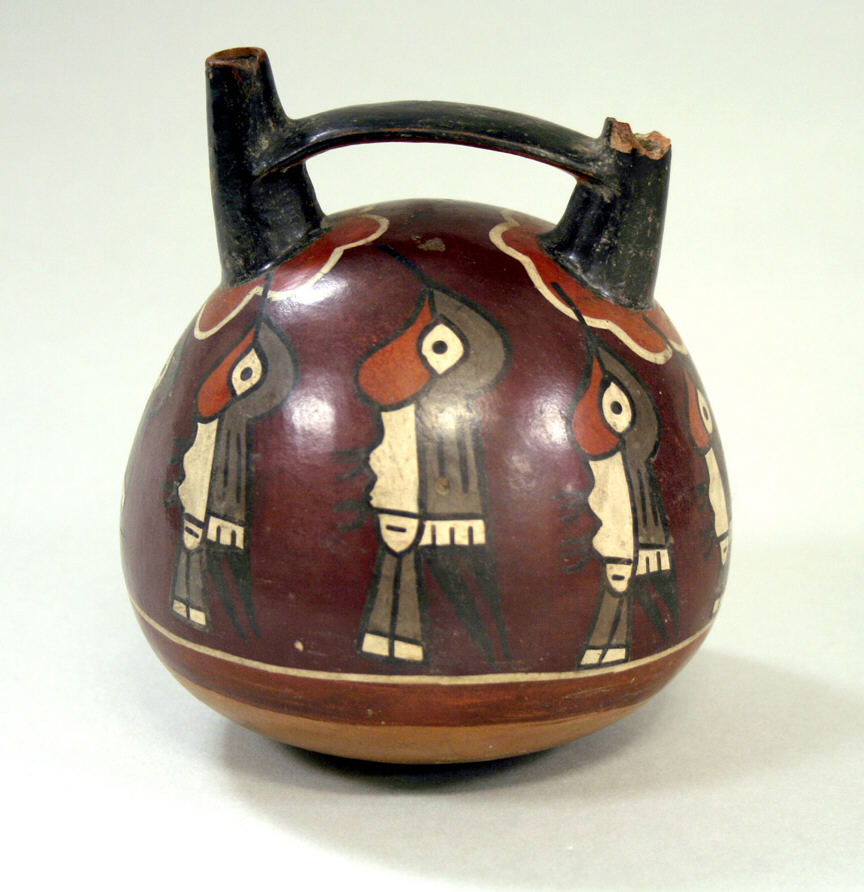
Un objet d'art du Museum of primitive Art

Le Museum of Primitive Art, est un ancien musée de New York. Il était consacré aux arts des cultures autochtones d'Afrique, d'Océanie et d'Amérique, ainsi qu'aux premières civilisations de l'Europe et de l'Asie. Il avait été fondé en 1954 par Nelson Rockefeller, qui a fait don de sa collection d'art tribal. Le musée a ouvert au public en 1957 dans une maison de ville sur West 54th Street à New York. Robert Goldwater (1907-1973) fut le premier directeur du musée. Le musée a fermé en 1976, et ses collections ont été transférées au Metropolitan Museum of Art. 

## Publications
- Lowman, Cherry, Displays of Power: Art and War among the Marings of New Guinea, New York, Museum of Primitive Art, 1973.
- Mead, Margaret, Technique & personality, New York, Museum of Primitive Art, 1963.
- Museum of Primitive Art, Rituals of Euphoria: Coca in South America; 6 March to 8 September 1974, New York, Museum of Primitive Art, 1974.
- Museum of Primitive Art, Art of Oceania, Africa, and the Americas, from the Museum of Primitive Art, New York, Metropolitan Museum of Art, 1970.
- Museum of Primitive Art, The Great Bieri, New York, Museum of Primitive Art, 1962.
- Museum of Primitive Art, Masterpieces in the Museum of Primitive Art: Africa, Oceania, North America, Mexico, Central to South America, Peru, New York, Museum of Primitive Art, 1965.
- Museum of Primitive Art, Primitive Art Masterworks, New York, American Federation of Arts, 1974.
- Museum of Primitive Art, Sculpture from Mexico Selected from the Collection of the Museum of Primitive Art, New York, Museum of Primitive Art, 1964.
- Museum of Primitive Art, Sculpture from Peru Selected from the Collection of the Museum of Primitive Art, New York, Museum of Primitive Art, 1964.
- Museum of Primitive Art, Sculpture from the South Seas in the Collection of the Museum of Primitive Art, New York, Museum of Primitive Art, 1962.
- Museum of Primitive Art, Selected Works from the Collection, New York, The Museum of Primitive Art, 1957.
- Museum of Primitive Art, Traditional Art of the African Nations in the Museum of Primitive Art, New York, Museum of Primitive Art, 1961.
- Museum of Primitive Art, Sculpture from Africa in the Collection of the Museum of Primitive Art, New York, Museum of Primitive Art, 1963.
- Newton, Douglas, Malu Openwork Boards of the Tshuosh Tribe, New York, Museum of Primitive Art, 1963.
- Newton, Douglas, New Guinea Art in the Collection of the Museum of Primitive Art, New York, Museum of Primitive Art, 1967.